# Ян Резек
Ян Ре́зек (чеськ. Jan Rezek, нар. 5 травня 1982, Тепліце) — чеський футболіст, колишній нападник низки чеських та кіпрських футбольних клубів, а також національної збірної Чехії.

## Клубна кар'єра
Вихованець футбольної школи клубу «Тепліце». Дорослу футбольну кар'єру розпочав 2002 року в основній команді того ж клубу, в якій провів один сезон, взявши участь у 36 матчах чемпіонату. Також частину 2002 року провів в оренді у клубі «Хомутов».
Сезон 2004-05 відіграв за празьку «Спарту», здобувши свій перший титул чемпіона Чехії, після чого, у 2005—2006 роках грав у Росії за команду клубу «Кубань», у складі якої, втім, закріпитися не зміг і 2006 року повернувся до Чехії.
Провівши 2006 року декілька ігор за пльзеньську «Вікторію», того ж року знову уклав контракт з празькою «Спартою», у складі якої в сезоні 2007-08 удруге виграв національний чемпіонат Чехії.
На початку 2008 року перейшов на умовах оренди до празького «Богеміанс 1905», а влітку того ж року уклав повноцінний контракт з клубом «Вікторія» (Пльзень). В сезоні 2010-11 у складі пльзенської команди здобув свій третій титул чемпіона Чехії.
До складу кіпрського «Анортосіса» приєднався влітку 2011 року. Наразі встиг відіграти за кіпрську команду 12 матчів в національному чемпіонаті.

## Виступи за збірні
2003 року залучався до складу молодіжної збірної Чехії. На молодіжному рівні зіграв у 2 офіційних матчах.
2010 року дебютував в офіційних матчах у складі національної збірної Чехії. Наразі провів у формі головної команди країни 11 матчів, забивши 3 голи.

## Титули і досягнення
- Чемпіон Чехії (3):

«Спарта» (Прага): 2004-05, 2007-08
«Вікторія» (Пльзень): 2010-11
- Володар Кубка Чехії (3):

«Тепліце»: 2002-03
«Спарта» (Прага): 2006-07
«Вікторія» (Пльзень): 2009-10